# Al-Hussein SC (Bagdad)
Al-Hussein Bagdad (en árabe: نادي الحسين‎) es un equipo de fútbol de Irak que juega en la Liga Premier de Irak, la máxima categoría de fútbol en el país.

## Historia
Fue fundado en la capital Bagdad como un club multideportivo, donde su sección de fútbol es la más importante, siendo en la temporada 2015/16 donde consiguieron su logro más importante, el cual fue ganar el título de la Primera División de Irak para así obtener el ascenso a la Liga Premier de Irak por primera vez en su historia.

## Palmarés
- Primera División de Irak: 1

2015/16